# Éder Carbonera
Éder Francis Carbonera (Farroupilha, 19 ottobre 1983) è un pallavolista brasiliano, centrale del Sesi.

## Carriera

### Club
La carriera di Éder Carbonera inizia a livello giovanile nel Caxias do Sul, dove inizia a giocare all'età di quindici anni: col medesimo club fa il suo esordio da professionista nella stagione 2004-05, disputando la Superliga.
Nel 2005 passa al Cimed, col quale ottiene subito la promozione nella massima serie, vincendo la Liga Nacional. Col club di Florianópolis disputa poi cinque finali consecutive di Superliga, vincendone quattro; si aggiudica inoltre la Coppa del Brasile 2007, il campionato sudamericano per club 2009 e cinque edizioni del Campionato Catarinense.
Nella stagione 2012-13 viene ingaggiato dal Sesi, col quale vince subito il Campionato Paulista. Nella stagione successiva passa al Sada, con cui vince tutte le competizioni alle quali prende parte, vincendo nell'ordine: il campionato statale, la Coppa del Mondo per club, la Coppa del Brasile, campionato sudamericano per club e lo scudetto.
Nella stagione 2016-17 si accasa con la Funvic, conquistando il titolo statale e la Coppa del Brasile. Nella stagione seguente è per la prima volta all'estero, approdando in Italia per vestire la maglia del Trentino, in Serie A1. Rientra in patria già nel campionato 2018-19, tornando a difendere i colori del Sesi, in Superliga Série A, vincendo la Supercoppa brasiliana e la Coppa Libertadores.
Nella stagione 2020-21 si trasferisce in Germania, giocando in 1. Bundesliga per lo Charlottenburg, con cui conquista la Supercoppa tedesca e lo scudetto, ma già nella stagione seguente fa ritorno al Sesi, vincendo un altro scudetto.

### Nazionale
Con la nazionale under 19 brasiliana vince il campionato mondiale nel 2001; con quella under 21 invece vince l'oro al campionato sudamericano 2002 e l'argento al campionato mondiale 2003.
Nel 2006 debutta in nazionale maggiore, riuscendo sporadicamente a ritagliarsi qualche spazio: nel 2008 è finalista in Coppa America, dove viene premiato anche come miglior muro, nel 2009 vince la World League ed il campionato sudamericano; nel 2011 invece è medaglia d'oro ai XVI Giochi panamericani e terzo classificato alla XXVI Universiade.
Negli anni seguenti continua a collezionare medaglie: vince la medaglia d'oro alla Grand Champions Cup 2013, l'argento alla World League 2014 e al campionato mondiale 2014, e, nel 2016, un nuovo argento alla World League e, soprattutto, l'oro ai Giochi della XXXI Olimpiade.
Vince ancora due medaglie d'argento alla World League 2017 e al campionato mondiale 2018, conquistando in seguito quella di bronzo ai XVIII Giochi panamericani.

## Palmarès

### Club
- Campionato brasiliano: 6

2005-06, 2007-08, 2008-09, 2009-10, 2013-14, 2023-24
- Campionato tedesco: 1

2020-21
- Coppa del Brasile: 3

2007, 2014, 2017
- Supercoppa brasiliana: 1

2018
- Supercoppa tedesca: 1

2020
- Campionato Catarinense: 5

2006, 2008, 2009, 2010, 2011
- Campionato Paulista: 2

2012, 2016
- Campionato Mineiro: 1

2013
- Campionato sudamericano per club: 2

2009, 2014
- Coppa Libertadores: 1

2020
- Campionato mondiale per club: 1

2013

### Nazionale (competizioni minori)
- Campionato mondiale under 19 2001
- Campionato sudamericano under 21 2002
- Campionato mondiale under 21 2003
- Coppa America 2008
- Universiadi 2011
- Giochi panamericani 2011
- Giochi panamericani 2019

### Premi individuali
- 2007 - Superliga: Miglior muro
- 2008 - Coppa America: Miglior muro
- 2010 - Campionato sudamericano per club: Miglior muro
- 2019 - Superliga Série A: Miglior centrale
- 2020 - Coppa Libertadores: Miglior centrale